# منتانا
منتانا (به ایتالیایی: Mentana) یک کومونه در ایتالیا است که در استان رم واقع شده‌است.

## خصوصیات
منتانا ۲۴ کیلومترمربع مساحت و ۲۱٬۲۸۶ نفر جمعیت دارد و ۱۵۰ متر بالاتر از سطح دریا واقع شده‌است.